# Мова богослужіння
Мова богослужіння (також літургійна мова, церковна мова) — мова богослужіння, що застосовується в ході богослужіння, написанні церковної літератури, веденні церковного діловодства (тобто фактично як робоча мова церкви), застосовується також і в релігійній освіті. 

## Мовні особливості
Мови богослужіння зазвичай виявляють схильність до використання консервативних, часами конче архаїчних мовних форм у лексиці, синтаксисі, фонетиці, спираючись при цьому на мовні норми попередніх поколінь, епох, формацій. Тому літургічна мова, навіть якщо вона споріднена розмовній мові, часто малозрозуміла простим парафіянам-сучасникам без певної підготовки, створюючи таким чином атмосферу таїнства, релігійної величності і навіть благоговейного страху.

## Історія
Історично у різних державах і різних народів спостерігалась розбіжність між розмовною мовою і мовою богослужіння. У Середні віки часто формувались ситуації багатомовності, коли функції розмовних, державних, процесуальних, торговельних (лінгва франка) і літургічних мов виконували різні (іноді навіть абсолютно неспоріднені) мови або ідіоми. Однак, з початком формування сучасних націй у XVIII столітті, і особливо впродовж XX століття, активне втручання держави у мовну політику, посилення ролі ЗМІ у процесі національного будівництва при різкому падінні спільної релігійності населення привело до спрощення мовних ситуацій у більшості регіонів світу і зближенню мови церкви з мовою народу.

## Приклади

### Давньоруська держава
Прикладом церковної мови на території східнослов'янських країн, які раніше входили до складу Давньоруської держави, була старослов'янська мова — південнослов'янська за походженням, а розмовним і почасти літературним — давньоруська мова. Спостерігався взаємовплив цих близькоспоріднених мов: вплив давньоруської до появи особливої форми церковнослов'янської мови на теренах Русі, а сама давньоруська мова на теренах сучасної  Росії ввібрала у себе південнослов'янські синтаксичні конструкції і значну кількість лексики, перетворившись у сучасну російську мову. В даний час спостерігається тенденція до поступової русифікації церковнослов'янської мови руської православної церкви на теренах Росії і країн СНД. При цьому до виникнення писемності на церковнослов'янській мові, південні слов'яни деякий час користувалися давньогрецькою, а відтак також і візантійською (середньогрецькою) мовами.

### Романські народи
Схожа була мовна ситуація у романських народах Європи, де класична латинь продовжувала функціонувати у церкві і в письмі. З часом її відрив від вульгарної латини регіонів ставав понад очевидним і почав ускладнювати взаєморозуміння, через що у Галлії в Середньовіччя відбулося становлення незалежних романських мов, але класична латинь справила на них суттєвий вплив в області лексики (мовні дублєти) і граматики.

#### Східно-романський ареал
Трохи відмінна ситуація була у східно — балкано-романському регіоні, де до початку XVIII валахи користувалися церковнослов'янською мовою, якою, схоже, добре володіли і на розмовному рівні. У результаті глибокий слов'янський вплив виявляються і у сучасних румунських і молдовських мовах. Скорочення використання церковнослов'янською мовою пояснювалося посиленням впливу греків-фанаріотів, котрі прагнуть замінити слов'янські мови грецькими і турецькими.

### Приклади літургічної мови в багатомовному середовищі
З іншого боку, західні слов'яни  і частина південних (хорвати, словенці) користувалися латиною для проведення церковних служб і записів текстів. До Реформації латина також була мовою літургії і літописів у більшості германських народів Європи, а також венгрів, литовців і т. д. У середньовічній Англії латина була мовою церкви і формальних історичних документів; англо-нормандська мова (англо-французька) використовувалась як офіційна мова рутинного діловодства, міських реєстрів і юриспруденції, як розмовна мова при королівському дворі, а також як мова викладання у престижних школах для дворян; самі ж селяни  продовжували спілкуватись на староанглійському просторіччі. Як результат взаємовпливу цих трьох компонентів виникла сучасна англійська мова.

### Господарства Східної і Південної Євразії
У рядах східних громад ситуація була ще більш складною. У середньовічній Монголії функції мови богослужіння на себе брали санскрит, відтак тибетська мова і китайська. За цих причин пояснення мови сучасної монгольської літератури немислимо без знання тибетської мови, китайської і почасти маньчжурської. Також, вивчення фарси немислимо без знайомства з класичною арабською мовою.

## Деякі відомі мови богослужіння
- Старослав'янська мова і церковнослав'янська мова — ряд  слов'янських православних і східних католицьких церков.
- Класична латинь — Римсько--католицька церква.
- Тибетська мова — гімалайсько-монгольский буддизм.
- Класична китайська мова — конфуціанство, даосизм,  східноазійський буддизм.
- Класична арабська мова — іслам.
- Санскрит — індуїзм.
- Пали: буддизм тгеравади.
- Авестійська мова — зороастризм.
- Бунго — Японська православна церква.
- Ґеез — Ефіопська православна церква.
- Готська мова — аріанство.
- Грабар — Вірменська апостольська церква.
- Іврит — юдаїзм.
- Ірландська мова — ірландські католики.
- Йоруба — релігії кандомбле і сантерія негрів-рабів, перевезених з Нігерії у Новий Світ (Бразилія, Кариби).
- Коптська мова — Коптська православна церква, Коптська католицька церква.
- Сирійська мова — християни Леванту та Іраку.
- Португальська мова і латинь — крипто-християни середньовічної Японії (Какурє-кириситан), які пішли у католицизм завдяки португальцям.
- Етруська мова — мова містичних ритуалів у язичницькому Римі.
- Дамин — ритуальна мова деяких аборигенів Австралії.
- Раннєнововерхньонімецька мова — використовується амішами.
- Кальявайя — ритуальна мова  індійської  етнопрофесійної групи кальявайя в Андах.
- Шумерська мова — використовувалась наступними цивілізаціями Дворіччя як ритуальна, багато років по тому, як зникла у якості розмовної.